# Cyphon mendosus
Cyphon mendosus es una especie de coleóptero de la familia Scirtidae.

## Distribución geográfica
Habita en Nepal.